# Saga prastarej puszczy
Saga prastarej puszczy – cykl przyrodniczych filmów fabularnych produkcji polskiej z 2007, w reżyserii i według scenariusza Bożeny i Jana Walencików. Każdy film z cyklu tworzy zamkniętą opowieść (nie jest więc to typowy serial) o życiu zwierzęcia.

## Odcinki
- I - Opowieść o wilku. Nie ma jak stado. (premiera 26.09.2010)
- II - Opowieść o mrówce. Samotność w tłumie. (premiera 03.10.2010)
- III - Opowieść o kruku. Skaza odmieńca. (premiera 10.10.2010)
- IV - Opowieść o żubrze. Cywilizowanie dzikości. (premiera 17.10.2010)
- V - Opowieść o żuku. Potęga karła. (premiera 06.12.2010)
- VI - Opowieść o dziku. Cena niezależności. (premiera 07.12.2010)
- VII - Opowieść o nornicy. Niezwyczajna zażyłość. (premiera 23.03.2008)
- VIII - Opowieść o bobrze. Nieosiągalna arkadia. (premiera 08.12.2010)
- IX - Opowieść o sóweczce. Prawo drapieżnika. (premiera 09.12.2010)
- X - Opowieść o rysiu. Wbrew naturze. (premiera 10.12.2010)

## Obsada
- Krzysztof Gosztyła  –  (narrator)
- Marek Aleksiejuk  – opiekun żubrów
- Mirosław Androsiuk  – opiekun żubrów
- Arkadiusz Arasim  – łowca nornic
- Karol Bajko  – członek nagonki
- Eugeniusz Bujko  – opiekun rysi
- Arkadiusz Buszko  – opiekun żubrów
- Sergiusz Buszko  – myśliwy
- Bogusław Chyła  – grzybiarz[2]